# CMML
연속 미디어 마크업 언어(Continuous Media Markup Language, CMML)는 비디오와 오디오에 사용되는 마크업 언어이다. HTML이 텍스트를 다룬다면, CMML은 비디오와 오디오 미디어를 다룬다. CMML은 본질적으로 시간이 지정된 텍스트 코덱이다. 이를 통해 '클립'이라고 불리는 일시적 부분으로 나누고 시간 연속적으로 샘플링된 데이터 파일을 구조화하는 것이 가능하다. 그리고 부가적인 정보를 클립과 함께 제공한다. 이 정보는 HTML과 비슷하며 본질적으로 오디오와 비디오 파일의 텍스트적 표현이다. CMML은 다른 바이너리 파일들에서 텍스트적 검색을 가능하게 한다.
CMML은 자막 및 시간지정 메타미디어를 제공하기 위해서, 모든 Ogg 미디어 포맷과 사용하는 것이 가능하다.

## CMML 컨텐츠 예제
```
<cmml>

  
<stream
 
timebase=
"0"
>

    
<import
 
src=
"galaxies.ogv"
 
contenttype=
"video/ogg"
/>

  
</stream>

  
<head>

    
<title>
Hidden
 
Galaxies
</title>

    
<meta
 
name=
"author"
 
content=
"CSIRO"
/>

  
</head>

  
<clip
 
id=
"findingGalaxies"
 
start=
"15"
>

    
<a
 
href=
"http://www.aao.gov.au/galaxies.anx#radio"
>

      
Related
 
video
 
on
 
detection
 
of
 
galaxies

    
</a>

    
<img
 
src=
"galaxy.jpg"
/>

    
<desc>
What's
 
out
 
there?
</desc>

    
<meta
 
name=
"KEYWORDS"
 
content=
"Radio Telescope"
/>

  
</clip>

</cmml>

```